# Carandiru (film)
Carandiru è un film del 2003 diretto da Héctor Babenco, tratto dal libro autobiografico Estação Carandiru di Dráuzio Varella, che racconta le esperienze dell'autore come medico volontario nel carcere di Carandiru a San Paolo del Brasile dal 1989 al 2002.

## Trama
Nel famigerato carcere di Carandiru, un medico volontario (di cui non viene mai citato il nome, ci si rivolge a lui come il Dottore) conduce un programma di lotta e prevenzione dell'AIDS, malattia dilagante come un'epidemia fra la popolazione carceraria, a causa della diffusione della droga e dei rapporti sessuali promiscui.
Il benintenzionato studioso viene così a contatto con un mondo abitato da un'umanità feroce e disperata, che lotta per la sopravvivenza quotidiana, tra ordinaria sopraffazione e squarci di solidarietà, violenza onnipresente e rara speranza, secondo regole non scritte di convivenza.
I detenuti si aprono con lui, raccontandogli delle proprie vite prima della prigione e di come siano finiti al Carandiru. Sono storie di violenza e ignoranza, amore e gelosia, tradimento e vendetta.

## Distribuzione
È stato presentato in concorso al 56º Festival di Cannes.